# Катетометр
Катетометр — прибор для точного измерения вертикальных расстояний между точками (не обязательно лежащими на одной вертикали) при физических опытах. Катетометр был изобретен французскими физиками Пьером Дюлонгом и Алексисом Пти в 1816 году для измерения разности уровней ртути в сообщающихся сосудах; различные усовершенствования в его устройство были внесены Д. И. Менделеевым.

## Принцип работы
Катетометр состоит из жесткой штанги, устанавливаемой вертикально при помощи уровня и трёх уравнительных винтов, горизонтально расположенной зрительной трубы, способной перемещаться вдоль штанги, оставаясь параллельной самой себе, и приспособлений для точного наведения трубы.
Зрительная труба имеет небольшое увеличение и способна давать изображение предмета на расстоянии от 10 до 50 сантиметров от её объектива.
Для измерения вертикального расстояния между точками перекрестье нитей в трубе последовательно наводят на каждую из точек и измеряют вертикальное смещение трубы по шкале на штанге.